# ستيفانو غوبيرتي
ستيفانو غوبيرتي (بالإيطالية: Stefano Guberti)‏ (مواليد 6 نوفمبر 1984 في كالياري - إيطاليا) لاعب كرة قدم إيطالي يلعب حاليا لصالح نادي الدرجة الأولى سامبدوريا الإيطالي منذ 2010 في مركز الجناح الأيمن كما يجيد اللعب في مركز الجناح الأيسر .

## روابط خارجية
- ستيفانو غوبيرتي على موقع قاعدة بيانات كرة القدم.إي يو (الإنجليزية)
- ستيفانو غوبيرتي على موقع Soccerway.com (الإنجليزية)
- ستيفانو غوبيرتي على موقع كووورة